# 폐포자충속
폐포자충속(Pneumocystis)은 외자낭균아문에 속하는 자낭균류 속의 하나이다. 폐포자충강(Pneumocystidomycetes)과 폐포자충목(Pneumocystidales), 폐포자충과(Pneumocystidaceae)의 유일속이다. 포유류의 폐에서 세포외기생충으로 살아간다.

## 하위 종
- 폐포자충 (P. carinii)
- P. gerbil
- P. jirovecii
- P. murina
- P. oryctolagi
- P. wakefieldiae